# Lasi (Kilo)
Lasi is een bestuurslaag in het regentschap Dompu van de provincie West-Nusa Tenggara, Indonesië. Lasi telt 1931 inwoners (volkstelling 2010).